# Syphon Filter (serie)
Syphon Filter è una serie di videogiochi sviluppati da Bend Studio e pubblicati da Sony Interactive Entertainment per le console PlayStation tra il 1999 e il 2007.
Il protagonista dei capitoli principali è Gabriel Logan, doppiato in inglese da John Chacon e James Taylor e in italiano da Andrea Piovan e Alberto Olivero.
Syphon Filter si riferisce al nome dato a una misteriosa arma virale.

## Videogiochi
- Syphon Filter (1999)
- Syphon Filter 2 (2000)
- Syphon Filter 3 (2001)
- Syphon Filter: Omega Strain (2004)
- Syphon Filter: Dark Mirror (2006)
- Syphon Filter: Logan's Shadow (2007)
- Syphon Filter: Combat Ops (2007)

## Capitoli principali

### Syphon Filter
Syphon Filter iniziò ad essere pubblicizzato nel 1999, dopo l'uscita di Metal Gear Solid. Il titolo ebbe inizialmente scarso successo commerciale a causa del suo concorrente principale Metal Gear Solid. Poco dopo, però, venne rivalutato dal grande pubblico ed incominciò una vendita su larga scala.

### Syphon Filter 2
Syphon Filter 2 fu pubblicato nel 2000 ed è il seguito del primo Syphon Filter. È ambientato subito dopo quest'ultimo, mentre Gabe Logan e i compagni del CBDC partono dal Kazakistan per ritornare negli USA.

### Syphon Filter 3
Syphon Filter 3 è il terzo capitolo della serie ed è quasi un sequel di Syphon Filter 2. Fu pubblicato nel 2001, e fu uno dei pochi giochi che vennero pubblicati ancora per PS1 quando la PS2 stava già diventando un successo.
La storia del gioco racconta tramite flashback (in cui il giocatore si troverà protagonista) i fatti che precedettero la scoperta del Syphon Filter.

## Spin-off

### Syphon Filter: The Omega Strain
Syphon Filter: The Omega Strain è il quarto capitolo della serie Syphon Filter, uscito nel 2004 per PlayStation 2. È il primo ed ultimo gioco, in cui il protagonista non sarà Gabe Logan ma si dovrà creare un personaggio.

### Syphon Filter: Dark Mirror
Syphon Filter: Dark Mirror è il 5º capitolo della serie Syphon Filter (ma il 4° per le avventure di Gabe Logan) Inizialmente, nel 2006, il gioco era disponibile solo per PlayStation Portable, e successivamente essendo diventato miglior gioco dell'anno per PSP, venne pubblicato anche per PlayStation 2 nel 2007

### Syphon Filter: Logan's Shadow
Syphon Filter: Logan's Shadow è un videogioco della serie Syphon Filter, uscito per PlayStation Portable nel 2007, e per Playstation 2 nel 2008. Come altri titoli della serie il gioco è un gioco d'azione in terza persona con elementi tattici.

### Syphon Filter: Combat Ops
Syphon Filter: Combat Ops è un videogioco multigiocatore disponibile esclusivamente per il PlayStation Network, il servizio di collegamento on-line incluso nella console PlayStation 3. È già funzionante in Europa, negli Stati Uniti d'America ed in Giappone. È un'espansione di Syphon Filter: Logan's Shadow con l'aggiunta di nuove missioni e armi.